# The Count of Monte Cristo (filme de 1975)
The Count of Monte-Cristo é uma adaptação anglo-italiana de 1975 do romance de Alexandre Dumas, O Conde de Monte Cristo, dirigida por David Greene.

## Sinopse
O Conde de Monte Cristo (The Count of Monte Cristo) é a clássica história de Alexandre Dumas sobre um jovem inocente que, erroneamente, mas deliberadamente, é preso, e que, na prisão, arma sua brilhante estratégia para se vingar daqueles que o traíram.
O jovem e destemido marinheiro Edmond Dantes (Richard Chamberlain) é um rapaz honesto e sincero, cuja vida pacífica e planos de se casar com a linda Mercedes (Kate Nelligan) são abruptamente destruídos quando Fernand Mondego (Tony Curtis), seu melhor amigo, que deseja Mercedes para ele, o trai. Com uma sentença fraudulenta para cumprir na infame prisão da ilha do Castelo de If, Edmond se vê aprisionado em um pesadelo que dura 13 anos.
Assombrado pelo curso que tomou sua vida, com o passar do tempo ele abandona tudo que sempre acreditou sobre o que é certo e errado, e se consume por pensamentos de vingança contra aqueles que o traíram. Com a ajuda de outro preso (Trevor Howard), Dantes planeja e é bem-sucedido em sua missão de escapar da prisão e se transforma no misterioso e riquíssimo Conde de Monte Cristo.
Com uma astúcia cruel, ele se envolve com a nobreza francesa e sistematicamente destrói os homens que o manipularam e o aprisionaram.